# Palácio dos Governadores (Ouro Preto)
O Palácio dos Governadores localiza-se na atual praça Tiradentes, no centro histórico de Ouro Preto, no estado de Minas Gerais, no Brasil.

## História
O edifício ergue-se no local da antiga Casa de Fundição e da Moeda, então em ruínas.
Com o risco e as especificações do Sargento-mor Engenheiro José Fernandes Pinto Alpoim, a sua construção foi contratada, em 1741, pelo Governador e Capitão-general da Capitania do Rio de Janeiro e Minas Gerais, Sargento-mor de Batalha Gomes Freire de Andrade (1733-1763), com o arquiteto português Manuel Francisco Lisboa, pai de "Aleijadinho", por 40 mil cruzados, tratando-se da primeira edificação na antiga Vila Rica do Pilar a ser construída em pedra e cal, aproveitando a itacolomita e o quartzito abundantes na região.
Também conhecido como Palácio Novo, apesar do caráter civil (palácio), a estrutura apresenta elementos e função de fortificação (Casa-forte), conforme as notas orientadoras ao arrematante da obra, preparadas por Alpoim:
"As paredes desta obra até ao vigamento serão de quatro palmos de grosso cujo pé direito começando a contar da soleira da porta principal terá vinte e dois palmos craveiros e incluindo nesta altura levará um cordão de cantaria com um palmo de alto, outro de sacada com o das fortificações que cercará em roda toda a obra de cortinas, flancos e faces."
E complementa:
"Nos ângulos flanqueados dos quatro baluartes haverá em cada um uma guarita redonda, fundada sobre seu pião (…)" (LOPES, Oliveira. Os Palácios de Vila Rica. p. 17, apud SALLES, Fritz Teixeira de. Vila Rica do Pilar. p. 202, e ALPOIM, José Fernades Pinto. Exame de Artilheiros. p. 61-63).
As obras estruturais encontravam-se concluídas por volta de 1746, embora em 1774 ainda estivessem sendo concluídos acabamentos como pintura de portas e janelas. Finalmente em 1781 terminam-se as obras da Capela "ocupando um dos baluartes da frente", com retábulo de autoria de Manoel Francisco de Araújo. Essa capela, bem como um jardim interno, foram demolidos para adaptação do edifício à instalação da Escola de Minas e Metalurgia, que aí funciona até hoje. Duas das peças que artilharam o Palácio encontravam-se, em meados do século XX no Arquivo Público Mineiro.

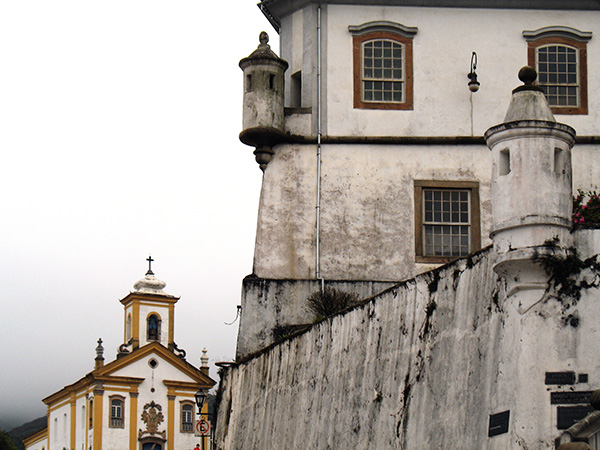
Detalhe das guaritas do Palácio dos Governadores. Ao fundo, a Igreja Nossa Senhora das Mercês e Misericórdia.

O imóvel encontra-se tombado pelo Serviço do Patrimônio Histórico e Artístico Nacional desde 1950, abrigando atualmente o Museu de Mineralogia, anexo à Escola de Minas da Universidade Federal de Ouro Preto - UFOP.
O conjunto histórico-arquitetônico de Ouro Preto encontra-se classificado como Patrimônio Mundial pela UNESCO.